# Hans-Helmuth Wüstenhagen
Hans-Helmuth Wüstenhagen (* 1923; † Dezember 1996 in Norden) war ein deutscher Umweltaktivist und Vorsitzender des Umweltdachverbandes Bundesverband Bürgerinitiativen Umweltschutz (BBU).

## Leben
Der Sohn des Schauspielers und Hamburger Schauspieldirektors Karl Wüstenhagen kam aus dem Krieg ohne Berufsausbildung. Als Journalist und Schriftsteller, 1948 als Mitarbeiter des „Neuen Deutschland“, hatte er wenig Erfolg. Er studierte Naturwissenschaften, wurde Diplom-Chemiker und arbeitete in der pharmazeutischen Industrie bei Degussa bis 1972.
Mit einer „Notgemeinschaft für Bürgerrecht“ begann Wüstenhagen in seiner Wohnsiedlung, als 1959 in Karlsruhe ein Flughafen ausgebaut werden sollte. Er blieb bei der Protestbewegung, die sich als „Karlsruher Bürgerinitiative“ organisierte und später im Rahmen der „Bürgeraktion Umweltschutz Zentrales Rheingebiet“ aktiv wurde. Er trat in die FDP ein und stimmte dort mit der linksliberalen Richtung um den umweltpolitisch engagierten Hans-Dietrich Genscher überein. 1972 gründete Wüstenhagen den BBU mit, übernahm 1973 den Vorsitz und richtete in seiner Karlsruher Wohnung das Zentralbüro ein, seine Frau organisierte die Verwaltung. Wüstenhagen schrieb auch Anti-AKW-Gedichte. Der geplante AKW-Bau in Wyhl führte zu großen Protesten. 1973 verließen konservative Atomkraftgegner und ihre Organisationen wie der Weltbund zum Schutz des Lebens und der Vorstand Herbert Bruns den BBU.
Der Widerstand gegen die Atomkraftwerke wurde radikaler: Wüstenhagen forderte vor der AKW-Baustelle in Brokdorf die „Eskalation des bürgerlichen Ungehorsams“, beschwor eine bevorstehende „Revolution“ und rief dazu auf, Stromrechnungen nicht mehr zu begleichen. Im Jahr 1977 musste er nach langen Konflikten mit linken Gruppierungen, die teilweise der SED nahestanden, zurücktreten. Für Jahre verschwand er bis 1982 nach Thailand. 1977 gab er noch Impulse für ein „Umweltwissenschaftliches Institut“ (UWI) des BBU, das Wolfgang Sternstein leitete. Er resignierte politisch und lebte weitgehend unbekannt bis zu seinem Tod im Alter von 72 Jahren im Dezember 1996.

## Schriften
- mit Bernd Moldenhauer: Atomindustrie und Bürgerinitiativen gegen Umweltzerstörung, Pahl-Rugenstein, Köln 1975 (Hefte zu politischen Gegenwartsfragen; 26), ISBN 978-3-7609-0248-7.
- Bürger gegen Kernkraftwerke. Wyhl der Anfang? rororo, Reinbek 1975, ISBN 978-3499119491.
- Erfahrungen mit Bürgerinitiativen für Umweltschutz. In: Blätter für deutsche und internationale Politik. Bd. 20 (1975), Heft 10, S. 1105–1115.
- mit Knut Krusewitz: Umweltmisere, Bürgerinitiativen und die Verantwortung der Wissenschaftler. Pahl-Rugenstein, Köln 1976 (Hefte zu politischen Gegenwartsfragen; 26), ISBN 3-7609-0272-3.
- Plutonium und Polizeistaat: Grosstechnologie, politische Ökologie, Bürgerinitiativen. Arbeitsgemeinschaft Sozialpolit. Arbeitskreise, Bonn 1977 (Materialien der AG SPAK; 27)